# 電気計測工学
電気計測工学（でんきけいそくこうがく）は、電気の正確な測定のための計器の開発、測定誤差の検証・補償などを行う計測工学と電気工学との境界分野である。
電気回路・電子回路の測定を行うと、被測定回路の電圧や電流に影響を与えることが避けられない。測定技術の目的は、測定回路の影響を最小化あるいは補償することである。